# Joe L. Kincheloe

Joe Lyons Kincheloe (14. prosinca 1950. – 19. prosinca 2008.) bio je profesor i voditelj Kanadskog istraživačkog programa na Pedagoškom fakultetu, Sveučilišta McGill u Montrealu, Quebec, Kanada i osnivač Paulo i Nita Freire međunarodnog projekta za kritičku pedagogiju.
Napisao je više od 45 knjiga, brojna poglavlja knjiga i stotine članaka u časopisima o temama koje uključuju kritičku pedagogiju, obrazovno istraživanje, urbanističke studije, spoznaje, kurikulum i kulturološke studije. Kincheloe je dobio tri diplome na Sveučilištu u Tennesseeju. Otac četvero djece, blisko je radio posljednjih 19 godina svog života sa svojom partnericom Shirley R. Steinberg.

## Akademska povijest
Prvi akademski položaj Joea Kincheloea bio je na Rosebud Indian Reservationu kao voditelj odjela obrazovanja na Sveučitištu Sinte Gleska (1980–1982). Bio je stalni predavač na LSU-Shreveport (1982–1989), Sveučilištu Clemson (1989–1992), Sveučilištu Florida International (1992–1994), Sveučilištu Pennsylvania State (1994–1998), a bio je i predsjednik za javnu politiku i administraciju Belle Zellera od 1998. do 2000. godine na Brooklyn College. Kincheloe je bio jedan od tvoraca “Urban Education Ph.D” programa na CUNY Graduate Center u New York-u i držao je poziciju zamjenika programa od 2000 do 2005. Preselio se na Sveučilište McGill u siječnju 2006. i dobio titulu “Canada Research Chair” u listopadu 2006. godine.

## Glavni utjecaji
Kincheloeov rad potječe iz niza teorijskih tradicija, a njegove analize bile su usmjerene na društvenu, kulturnu, političku, ekonomsku i kognitivnu dinamiku koja kontekstualizira poučavanje i učenje. Istraživanje dr. Kincheloe omogućilo je uvjerljivo razumijevanje snaga koje oblikuju suvremeni odgoj. Razumijevajući tu dinamiku, odgajatelji su bolje opremljeni za formuliranje politika i razvijanje akcija koje strogo njeguju intelekt dok djeluju na društveno pravedan i inkluzivni način. On i Steinberg govorili su o kritičkoj pedagogiji i kulturnoj / medijskoj politici u Sjevernoj Americi, Južnoj Americi, Australiji, Europi i Aziji.

## Projekti za kritičku pedagogiju
Profesor Kincheloe osnovao je Paulo i Nita Freire međunarodni projekt za kritičku pedagogiju na Pedagoškom fakultetu Sveučilišta McGill.
Pod Kincheloe-ovim vodstvom, Freire projekt stvara globalnu zajednicu istraživača i kulturnih radnika u kritičkoj pedagogiji. Kincheloe se smatra jednim od vodećih znanstvenika u kritičkoj pedagogiji, kritičkom konstruktivizmu, “bricolage” teoriji, kritičkom multikulturalnom obrazovanju i suvremenim diskursima kurikuluma. On je arhitekt kritičke kognitivne teorije, razvio je pojam kritičke postformalne obrazovne psihologije. Postformalizam se usredotočuje na izlaganje neistraženih odnosa moći koji utječu na kognitivnu teoriju i obrazovnu psihologiju u većem oslobađajućem naporu da razviju psihologiju mogućnosti. Takva kritička psihologija usredotočuje se na obično podcijenjene ljudske kognitivne sposobnosti, socio-kulturne konstrukcije uma, kolektivne inteligencije i neistražene dimenzije ljudske spoznaje. Postformalizam postavlja da je glavna psihologija povijesno odbacila kognitivne sposobnosti onih koji padaju izvan bjeline, srednje i gornje društveno-ekonomske klase, dominantne kolonizacijske kulture i patrijarhata. U tom kontekstu, kritički postformalizam postaje socijalno transformativna psihologija.

## Dostignuća
U središtu svih domena Kincheloe-va rada je razvoj rigoroznog oblika multidimenzionalnog učenja koji svoje korijene vuče u kritičkoj teoriji, kritičkoj pedagogiji, feminističkoj teoriji, teoriji komplekstnosti, primitivnnom učenju, post/anti kolonijalizmu i drugim globalnim diskursima koji bi pomogao privesti kraju dominaciju ljudske patnje. Zadnjih par godina Kincheloe je u svojim radovima pridavao puno pažnje politici znanja i epistemologiji te načinima na koji one funkcioniraju i oblikuju ljudsku svijest i socialno-političke te edukacijske aktivnosti. Bio je odlučan u stvaranju kritičke pedagogije koja pomaže osobama promijeniti njihove živote, postati boljim učenicima i socijalnim aktivistima, ostvariti njihov kognitivni potencijal, oživjeti demokraciju u globalnom svijetu i postati članovima zajednica solidarnosti koje rade zajedno kako bi stvorili bolje modele učenja te mirniji, pravedniji i eklološki osvješteniji život.
Kao akademik, Rucheeta Kulkarni (2008) piše: “Autoritativnim glasom koji spaja kontroverznu jednostavnost s vizionarskom filozofijom, Joe Kincheloe [opisuje] sve dublju krizu koja nastaje kao posljedica odluka Amerike u domaćoj i vanjskoj politici - uključujući preduhitrive ratove protiv izmišljenih neprijatelja, skriptirane kurikulume za nekvalificirane učitelje, privatizaciju javnih škola, korporacijsku prevlast novosti i medija - on kaže čitatelju da ne očajava već da se nada...Čitateljima koji teže napraviti značajne i velike promjene u edukaciji teško je opovrgnuti Kincheloeve ideje kritičke pedagogije.
Pročitajte osvrt Raymond Horna za kompletan pregled akademskog djelovanja Kincheloe u 1980-tim i 1990-tim.

## Kritike
Kincheloeov rad na propustima pozitivizma i popularnih zapadnjačkih istraživačkih metoda okarakteriziran je od strane konzervativaca kao napad na održive modele istraživanja i prihvaćene forme razuma. Pojedini kritičari nazvali su njegove “bricolage” teorije iracionalnim. Kao primjer, akademski istraživač, Peter Smagorinsky (2007) u svom osvrtu na Doing Educational Research: A Handbook, čiji su autori Kincheloe i Kenneth Tobin, tvrdi da Kincheloe koristi pozitivizam kao neprimjeren način zastrašivanja u promašenom naumu da oživi dugo opovrgnute načine znanja kako bi opravdao radikalne perspektive na produkciju znanja. Prema Smagornisky-vom mišljenju, rad Kincheloea je varljiv i opasan za legitimne akademike koji se žele uključiti u učenje koje daje konkretne rezultate na posebna pitanja. Kritičari također učestalo napadaju Kincheloeve poglede na edukaciju u Americi, socijalne i vanjske politike. Takvi napadi često su nepošteni i prikazuju jednodimenzionalni pogled na stvari. Njegova analiza “bijelaca” i Bijelog rasizma često je bila užarena tema kritike konzervativnih analitičara.

## Djela
Autor:
- Kincheloe, Joe L (2008). Critical Pedagogy Primer 2nd edition. English: New York City, NY: Peter Lang. ISBN 978-1-4331-0182-3
- Kincheloe, Joe L. 2008. Knowledge and Critical Pedagogy: An Introduction. Springer. Dordrecht, London. ISBN 978-1-4020-8223-8. OCLC 192027689
- Kincheloe, Joe L. 2005. Critical constructivism primer. Peter Lang. New York. ISBN 978-0-8204-7616-2. OCLC 57344185
- Critical Pedagogy Primer. (2004). New York: Peter Lang. (2nd edition, 2008).
- Kincheloe, Joe L. 2002. The sign of the burger: McDonald's and the culture of power. Temple University Press. Philadelphia. ISBN 978-1-56639-931-9. OCLC 47140812
- Teachers as Researchers:  Qualitative Paths to Empowerment, 2nd Edition.  (2002). New York: RoutledgeFalmer.
- Getting Beyond the Facts:  Teaching Social Studies/Social Sciences in the Twenty-First Century.  (2001). New York: Peter Lang Publishing.
- Hacia una Revision Critica del Pensamiento Docente.  (2001). Barcelona: Ocaedro.
- 'How Do We Tell the Workers? The Socio-Economic Foundations of Work and Vocational Education. (1999). Boulder, CO: Westview Press.

Suautor:
- Reading, Writing, and Thinking: The Postformal Basics. (2006). Rotterdam: Sense Publishers. (with P.L. Thomas).
- Rigour and Complexity in Educational Research: Conceptualizing the Bricolage. (2004). London: Open University Press. (with Kathleen Berry) (Portuguese Edition, 2005)
- Art, Culture, & Education:  Artful Teaching in a Fractured Landscape.  (2003). New York:Peter Lang Publishing.  (with Karel Rose)
- Contextualizing Teaching: Introduction to the Foundations of Education.  (2000).  New York:  Allan & Bacon. Longman. (with Shirley Steinberg)
- 'The Stigma of Genius: Einstein, Consciousness and Education. (1999).  New York: Peter Lang Publishing. (with Deborah Tippins and Shirley Steinberg)
- Changing Multiculturalism: New Times, New Curriculum. (1997).   London:  Open University Press. (with Shirley Steinberg)

Uredio:
- Classroom Teaching: An Introduction. (2005). New York: Peter Lang Publishing.
- Multiple Intelligences Reconsidered. (2004). New York: Peter Lang Publishing. (Chinese Edition 2005).

Suurednik:
- Christotainment: Selling Jesus Through Popular Culture. (2009). Boulder, Colorado: Westview Press. (with Shirley Steinberg)
- Cutting Class: Socio-economic Class and Education. (2007). Lanham, Maryland: Rowman and Littlefield. (with Shirley Steinberg)
- Critical Pedagogy: Where Are We Now? (2007). New York: Peter Lang Publishing. (with Peter McLaren)
- Doing Educational Research. (2006). Rotterdam: Sense Publishers. (with Kenneth Tobin)
- Teaching City Kids: Understanding Them and Appreciating Them. (2006). New York: Peter Lang Publishing. (with Kecia Hayes)
- Urban Education: An Encyclopedia. (2006). 2 vols. Westport, Connecticut: Greenwood Press. (with Philip Anderson, Kecia Hayes and Karel Rose). Rights bought by Rowman and Littlefield for 2nd edition: (2007) Urban Education: A Comprehensive Guide for Educators, Parents, and Teachers. Lanham, Maryland: Rowman and Littlefield.
- Educational Psychology: An Encyclopedia. (2006). 4 vols. Westport, Connecticut: Greenwood Press. (with Raymond Horn).
- Metropedagogy: Power, Justice and the Urban Classroom. (2006). Rotterdam, The Netherlands: Sense Publishers.
- What You Don’t Know about Schools. (2006). New York: Palgrave Press. (with Shirley Steinberg)
- The Miseducation of the West: How the Schools and Media Distort Our Understanding of Islam. (2004). Westport, Connecticut: Praeger Press. (Arabic Edition, 2005) (with Shirley Steinberg).
- American Standards: Quality Education in a Complex World—The Texas Case. (2001). New York: Peter Lang Publishing. (with Raymond Horn).

## Također pogledajte
- Christopher Stonebanks

## Vanjske poveznice
- : The Friere Project Website